# Bataille du sud du Guangxi
Guerre sino-japonaise (1937-1945),
Seconde Guerre mondiale
Batailles
Seconde Guerre mondiale : batailles de la Guerre sino-japonaise
- Incident du pont Marco-Polo
- Shanghai
- Taiyuan
- Xinkou
- Pingxingguan
- Taierzhuang
- Xuzhou
- Nankin
  - bataille
  - massacre
- lac Khassan
- Wuhan
- Nanchang
- Khalkhin Gol
- Suixian-Zaoyang
- Changsha (1re)
- Guangxi
- Henan
- Zaoyang-Yichang
- Cent Régiments
- Shanggao
- Sud-Shanxi
- Changsha (2e)
- Pacification du Mandchoukouo
- Changsha (3e)
- Hubei
- Changde
- Ichi-Go
- Changsha (4e)
- Guilin-Liuzhou
- Reconquête chinoise

Guerre du Pacifique
Front d'Europe de l'ouest
Front d'Europe de l'est
Campagnes d'Afrique, du Moyen-Orient et de Méditerranée
Bataille de l'Atlantique
Théâtre américain
La bataille du sud du Guangxi opposa l'Armée nationale révolutionnaire chinoise et l'Armée impériale japonaise pendant la guerre sino-japonaise.
Les Japonais débarquent sur les côtes du Guangxi en novembre 1939, rendant impossible l'aide militaire aux Chinois par voie maritime. Des offensives répétées de l'armée chinoise causèrent de lourdes pertes au Japon. Après l'invasion japonaise de l'Indochine, les troupes impériales japonaises évacuent la région en novembre 1940, dans la mesure où la conquête de l'Indochine permet de bloquer efficacement les convois vers la Chine du Sud.